# Дејвид Џејсон
Сер Дејвид Џејсон (енгл. David Jason; Лондон, 2. фебруар 1940) је један од најславнијих енглеских глумаца познат по својим драмским и комичним улогама.

## Биографија
Рођен је 2. фебруара 1940. године као Дејвид Вајт (David White) у Едмонтону Лондон. Одрастао је у скромној породици у северном Лондону. отац му је био чувар на рибљој пијаци а мајка чистачица. Дејвид је по струци електричар.
Женио се два пута. Прва жена му је умрла од рака дојке, а из другог брака има кћер.

## Глумачка каријера
Године 1964. почиње да се бави глумом и тада узима презиме Џејсон након сазнања да већ постоји глумац који наступа под тим именом. Своју најпознатију улогу је одиграо у серији „Мућке“ (Only Fools and Horses), где је глумећи централни лик у серији Делбоја Тротера (Derrick Trotter, Del, Del Boy) стекао планетарну славу. Одиграо је веома увјерљиве улоге као инспектор Џек Фрост у криминалистичкој ТВ серији „Фростов приступ“ (ен „A Touch of Frost“), као и Ларкина, оца овеће сеоске породице у серији „Дражесни пупољци мајски“ (енгл „The Darling Buds of May“). Ипак, лик Делбоја је улога његове каријере.

## Награде
1993. године постаје официр Реда британске империје, а добитник је и 3 БАФТА признања за немерљив допринос развоју телевизије и глумачки таленат.
2005. године постаје витез, тј. додијељена му је титула Сер. На вест да је постао Сер, Дејвид је рекао да је изненађен и дубоко дирнут признањем које је добио: „Нико се није надао да ће Дерек Тротер из солитера који носи име Нелсон Мандела, тако далеко догурати. Још увек покушавам да дођем себи.“ На дан кад је добио племићку титулу, британске новине Дејли мирор (енгл Daily Mirror) су донеле наслов: „Устани Сер Дел Бој“.